# Бечири, Эльвин
Эльвин Бечири (алб. Elvin Beqiri; род. 27 сентября 1980, Шкодер, Албания) — албанский футболист, защитник. Выступал за сборную Албании.

## Биография
Футболом начал заниматься в клубе своего родного города. В 2003 подписал контракт с донецким «Металлургом». После трёх сезонов на Украине перешёл в «Аланию», где провёл всего шесть матчей. В феврале 2006 перешёл в израильский клуб «Маккаби» из Тель-Авива. Летом 2006 вернулся в донецкий «Металлург». В 2008 перешёл в киевский «Арсенал», в котором не провёл ни единого матча.C 2010 по 2012 выступал за «Хазар-Ленкорань». С 30 июля 2012 играл за родной клуб «Влазния».
Женат. В его семье брат и две старшие сестры.